# Kerma (Nubia)
Kerma è una località della Nubia situata nei pressi dell'attuale Karmah (Sudan). Fu la capitale del Regno di Kerma che si estendeva tra i confini dell'attuale Egitto e Sudan. Kerma è uno dei più estesi siti archeologici della Nubia. In decenni di scavi archeologici e ricerche vi sono stati ritrovati numerosissimi oggetti, migliaia di antichi sepolcri e quartieri residenziali. Gli archeologi concordano che il sito risale ad oltre 9.500 anni fa.

## Cultura di Kerma
Kerma è stata sede di una cultura neolitica attestata da un campo di sepolture databile al 7500 a.C. ed è uno dei campi di sepolture più antichi dell'Africa.
Alla cultura di Kerma sono anche legati alcuni reperti attestanti la domesticazione dei bovini nell'area sudanese. Fino a poco tempo fa, la civiltà di Kerma era conosciuta unicamente per il sito della sua capitale, la necropoli nei suoi pressi ed alcuni altri piccoli centri verso nord. Recenti scoperte archeologiche hanno identificato numerosi altri siti a sud di Kerma, lungo l'antico corso del Nilo. Kerma era un grande centro urbano costruito attorno ad un centro templare, conosciuto come Deffufa.

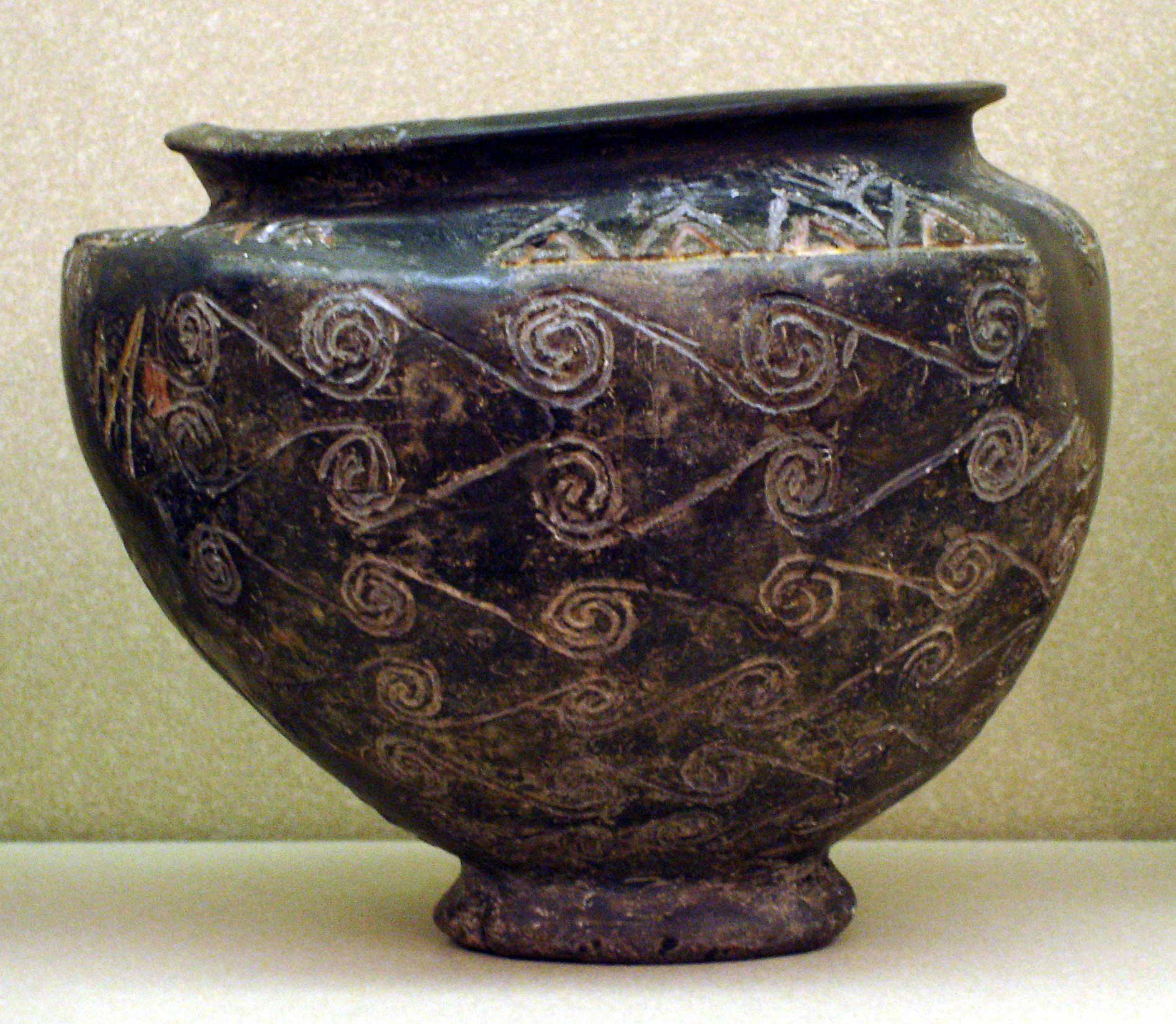
Vaso di ceramica proveniente dal sito di Kerma

Alcuni aspetti di questa cultura sono i vasi di ceramica, l'allevamento del bestiame, un particolare sistema di difesa e la camera per le udienze del re (che non esisteva nell'antico Egitto e che fu ricostruita 10 volte). In base ai reperti archeologici la storia del sito, dopo il neolitico e nel periodo del regno di Kerma, può essere suddivisa in varie fasi: periodo pre-Kerma (3200 a.C. - 2500 a.C. con la formazione dei primi aggregati preurbani), periodo Kerma iniziale (2500 a.C. - 2050 a.C. che comprende la fondazione della città, la costruzione del quartiere religioso e la trasformazione dei territori ad est in necropoli), periodo Kerma intermedio (2050 a.C. - 1750 a.C. durante il quale saranno erette le mura della città ed i palazzi) e periodo Kerma classico (1750 a.C. - 1480 a.C. che comprende il periodo di massimo sviluppo con la costruzione dei templi e delle tombe reali fino alla invasione egizia). Dopo l'invasione egiziana e la successiva riconquista dell'indipendenza della Nubia, la città continuerà ad esistere come importante centro commerciale ma non sarà più la capitale di un regno indipendente. Ora il sito si trova nello Stato del Sudan ed è oggetto di scavi da parte di missioni archeologiche svizzere.

## Regno di Kerma
Il regno di Kerma (il più antico conosciuto della zona di Kush) fu uno Stato nubiano esistito tra il 2500 a.C. ed il 1520 a.C. il suo centro fu appunto la città di Kerma il cui momento di maggiore splendore coincise con il medio regno egizio anche se la civiltà nubiana mantenne sempre i suoi caratteri distintivi (come ad esempio la ceramica).

Il sito di Kerma include sia una vasta città che una necropoli consistente in grandi tumuli.

L'archeologo George Reisner riteneva che Kerma fosse stata in origine un governatorato egizio che si sarebbe poi sviluppato verso una monarchia indipendente. Gli studiosi moderni ritengono invece che all'origine Kerma sia stata un avamposto commerciale essendo troppo lontana dai confini dell'Egitto del tempo. Anche la presenza di oggetti e statue recanti iscrizioni egizie viene ora interpretata come effetto degli scambi commerciali.

Durante il primo periodo intermedio la presenza egizia nella Bassa Nubia scomparve del tutto e quando le fonti egizie tornano a citare Kerma la descrivono avere il controllo dell'Alta e della Bassa Nubia.

Il regno di Kerma raggiunse il suo massimo sviluppo territoriale durante il secondo periodo intermedio arrivando a sfiorare il confine meridionale dell'Egitto.

Il regno di Kerma finisce con l'avvento del nuovo regno e dei suoi sovrani alla ricerca di successi militari. Sotto Thutmose III il confine giunge alla IV cateratta del Nilo e Kerma si trova inglobata nell'impero egizio.
Si conoscono i nomi di alcuni sovrani del regno di Kerma: Awawa che regnò fra il 2000 ed il 1850 a.C., Utatrerses che regno fra il 1850 ed il 1650 a.C. e Nedjeh che regnò fra il 1650 ed il 1550 a.C.